# Churchill Park (Lautoka)
Het Churchill Park is een multifunctioneel stadion in Lautoka, een stad in Fiji. Het stadion wordt vooral gebruikt voor voetbal- en rugbywedstrijden. De voetbalclub Lautoka F.C. maakt gebruik van dit stadion. Er worden regelmatig internationale rugbywedstrijden gespeeld, waaronder wedstrijden in de World Rugby Pacific Nations Cup. In het stadion is plaats voor 18.000 toeschouwers.